# W.T.F.
«W.T.F.» — 10-й эпизод 13-го сезона (№ 191) сериала «Южный Парк», премьера которого состоялась 21 октября 2009.

## Сюжет
Мальчики впервые в жизни попадают на выступления по реслингу WWE. Они с восторгом наблюдают, как бойцы на арене перед боем выясняют отношения и демонстрируют публике личную ненависть друг к другу. Во время выступления выясняется, один боец переспал с девушкой второго, что и приводит главных героев в восторг. Публика, раззадоренная словами реслеров, начинает аплодировать. После слов обиженного бойца, что его «лишили работы» аплодисменты переходят в овацию. С трибун слышны возгласы: «Его лишили работы!». Под громкий шум толпы начинается бой в котором участвуют: боец по имени Джон Сина против бойца Эджа, а также их любовницы, стоявшие ранее на задней стороне ринга.
После окончания представления, мальчики, обсуждая увиденное, решают, что реслинг — это круто и что они нашли своё призвание. На следующий день они записываются в младшую группу по борьбе у себя в школе. Надев спортивный костюм борцов (похожий, по их мнению, на нижнее бельё), дети решают, что его следует надевать под основные разноцветные костюмы, которые они видели на ринге WWE. Примечательно так же и то, что Кенни — единственный ребёнок надевший закрытую маску с забралом. В зал заходит тренер. Он начинает тренировку, в ходе которой дети понимают, что борьба (англ. amateur wrestling) нисколько не похожа на красочное и феерическое представление, увиденное ими накануне (реслинг, англ. professional wrestling). В ответ на их возмущение, тренер заявляет, что красивых бросков и захватов на его тренировках не будет. А услышав, что дети побывали на WWE, добавляет, что все такие выступления — не более чем красочная постановка, позорящая спорт. Решив, что борьба это — вид спорта для извращенцев, и что их тренер — педофил, снимающий детей голыми, мальчики решают создать свой клуб реслеров.
Для публики дети придумывают себе эффектно звучащие прозвища:
- Джимми — Гвоздодёр (англ. Hammerclaw)
- Токен — Конго
- Кайл — Джаггернаут
- Стэн — Стэнмэн (англ. Stan the Man)
- Кенни — Эль Польо Локо (исп. El Pollo Loco — «сумасшедший цыплёнок»)
- Картман — Бешеный Русский (англ. Rad Russian)
- Баттерс — Трицератопс (англ. Triceratops)

Построив простенькую сцену, мальчики, одетые в разноцветные костюмы, занимаются постановкой боев. За первыми боями наблюдают только случайные прохожие. Однако в течение нескольких дней их шоу обретает популярность и на их реслинг начинает приходить всё больше зрителей. Во время представлений дети развивают всё более и более замысловатые и, во многом, абсурдные сюжеты. Несмотря на очевидность постановки, большинство зрителей вполне серьёзно воспринимают происходящее на ринге и сочувствуют мальчикам.
После одного из вечерних представлений, в котором Картман играет девочку, сделавшую 14 абортов, группа постоянных зрителей собирается в баре и обсуждают хитросплетённые отношения между актёрами ринга. Одним из посетителей бара оказывается школьный тренер по реслингу. Он возмущённо отрицает причастность детских боёв к действительности и рассказывает им о борьбе, как о спорте. Так же он демонстрирует на мобильном телефоне видеозапись настоящей борьбы. Однако посетители бара не понимают, что они видят и решают, что это — гейское порно.
На следующий день главные герои готовятся к очередному выступлению и удивляются количеству пришедших зрителей. К этому времени канатное ограждение и несколько скамеек для зрителей заменил большой амфитеатр, рассчитанный не менее, чем на несколько сотен зрителей. Кайл радостно говорит друзьям о том, что они вовремя сменили «площадку». После чего дети выходят на ринг и начинают представление.
Тем временем в школе директриса Виктория сообщает тренеру по борьбе, что по решению Школьного Совета его спортивный кружок упраздняют, а самого тренера увольняют, мотивируя это тем, что мода на жестокий реслинг перенеслась и в школу и что реслинг затрагивает слишком много аспектов взрослой жизни. В подтверждение своих слов Виктория показывает газету с фотографией главных героев на ринге. В ответ на просьбу тренера остаться в школе и показать детям, что такое настоящая борьба, директриса сообщает, что на самом деле основной причиной увольнения тренера является видеозапись на его мобильном телефоне, которую ошибочно приняли за «фильм для голубых». Во время следующей подготовки к выходу на ринг, когда Кайл объясняет Токену тонкости нового сценария, в гримёрную врывается Картман и объявляет, что президент WWE решил посетить их финальное выступление и, возможно, пригласить детей на профессиональный ринг. Слова Эрика привели детей в радостный ажиотаж. Во время выступления, Кайл рассказывает зрителям, что он ушёл от жены, чтобы избежать ответственности. Один из зрителей поднимает над головой плакат с надписью «Хватит убегать, Джаггернаут». Позже, когда на ринге появляется Кенни, его приветствуют сидящие на трибуне мексиканцы.
Следующим утром Картман приглашает в ресторан Кайла, Стэна и Кенни и сообщает им, что продвижению их команды в профессионалы мешают определённые проблемы. Таковыми он посчитал Джимми, Токена и Баттерса. Стэн соглашается с мнением Эрика и говорит, что ему очень трудно работать с Токеном, а Баттерс и Джимми вряд ли смогут стать актёрами лучшими чем сейчас. Кайл некоторое время спорит с друзьями, но потом соглашается и предлагает провести кастинг актёров, чтобы новичок смог в будущем вытеснить их одноклассников.
Во время прослушивания Картман даёт кандидатам задание изображать людей, попавших в различные неприятные ситуации. Дети сходятся во мнениях, что наиболее подходящим реслером будет парень № 37, который, на просьбу рассказать о себе, начал петь.
Пока главные герои подготавливаются к приезду президента WWE, тренер по борьбе принимает решение сорвать финальное выступление мальчиков. Он подходит к зеркалу и, надевая борцовскую маску, говорит, что во время долгожданного шоу зрителей и участников ожидает большой сюрприз. К началу представления он проходит в служебную зону амфитеатра. По пути его встречает охранник и просит удалиться, но вместо этого тренер заламывает его особым хватом. Охранник решает, что это сексуальное домогательство, и начинает игриво смеяться. В это время на белом лимузине к арене приезжает президент WWE. Он садится на самое верхнее ложе и наблюдает за происходящем на ринге в театральный бинокль. Он говорит своей секретарше, что ему нравится выступление. Тренер поднимается на самую верхнюю трибуну, достаёт базуку и, нацелившись на ринг, стреляет. Ракета с большой скоростью летит на детей, но внезапно у неё тухнет дюза, и она падает к ногам Кенни. Когда Кенни берёт ракету в руки, она вновь воспламеняется и уносит мальчика в небо, после чего взрывается. Со смертью Кенни, с мексиканских трибун слышится возглас: «О боже мой! Они убили Эль Польо Локо… Сволочи!» Остальные зрители начинают аплодировать.
На ринг выбегает тренер по борьбе и рассказывает о своей несчастной жизни и о том, что дети не знают, что такое боль. Некоторые зрители повторяют слова тренера: «Они отняли его работу!» и созвучные с ними иные фразы. Президент WWE, тронутый жалостливой речью тренера по борьбе, предлагает ему работу у себя в компании и отказывается принять к себе детей, мотивируя это тем, что «у парня настоящий талант». Раздосадованные четвероклассники начинают ссориться и драться. Публика, разочаровавшись в реслинге, недовольно расходится по домам. Парень, взятый мальчиками на прослушивании, так и остаётся безымянным.

## Смерть Кенни
Кенни погибает, схватившись руками за неразорвавшийся снаряд — тот летит вместе с Кенни в небо и взрывается фейерверком. 2 мексиканца из зала кричат: «O dios mio, mataron al Pollo Loco!» — «Bastardos!», что и без перевода ясно — «О, Господи, они убили Эль Польо Локо!» — «Сволочи!».

## Пародии
- Выступления мальчиков сильно напоминают сюжетные ходы в мыльных операх. Вообще, их выступления очень скоро стали восприниматься скорее, как театральные постановки. Например, типичные реднеки пьют вино в антракте, а президент WWE сидит в ложе для VIP и пользуется театральным биноклем.

## Факты
- Словом «wrestling» в английском языке называется вся борьба без исключения, как спортивная, так и театрализованная постановочная. Для обозначения спортивной борьбы (вольной, греко-римской, самбо и так далее) используется словосочетание «Amateur wrestling» (рус. любительская борьба), а для постановочной — «Pro-wrestling» (рус. профессиональная борьба). В русском языке же, слово «реслинг» употребляется для обозначения только постановочной борьбы.
- Во время первого эпизода выступления «реслеров» на номере автомобиля зрителей изображён Флаг Конфедеративных Штатов Америки.
- Когда кто-нибудь говорит «Из-за этих гадов он сидит без работы!» (англ. They took his job!) или похожие вариации, все начинают повторять эту фразу, постепенно увеличивая степень стереотипного южноамериканского акцента до тех пор пока не превращая её в несколько бессмысленных звуков, как в эпизоде «Goobacks».
- Это уже второй эпизод в этом сезоне, где мы видим Кенни без его парки. Первый эпизод «Маргаритавилль». Плюс, это один из немногих эпизодов, где одновременно видны волосы у всех героев.
- Когда мальчики в конце дерутся, слышен голос Кенни и Картмана, говорящего его имя, хотя он уже умер.
- Аббревиатура WTF, которую использовали мальчики для обозначения своей организации Wrestling Takedown Federation — отсылка к фразе What the fuck? (примерно соответствует русскому «Что за хрень?»), которая сокращается той же аббревиатурой.
- Реслер Эдж (показан в начале серии) — канадец, но его показали без прыгающей головы, то есть как «американца».
- В этом эпизоде появляется инопланетянин — он появляется во время того, когда зрители расходятся после поединка; его можно заметить слева возле металлоискателя (1:42), а также когда он звонит по телефону справа (1:39 — 1:42).
- Когда дети сидят в кафе, можно заметить, что все пьют колу, кроме Кенни, который пьёт обычную воду. Подразумевается, что семья Кенни бедная.
- Картман единственный из мальчиков, кто надел борцовку неправильно.